# 格拉普措
格拉普措（德語：Grapzow）是德国梅克伦堡-前波美拉尼亚州的市镇，隶属于梅克伦堡湖区县。总面积为15.04平方千米，截至2023年12月31日总人口为382人。